# Старокозаче
Старокоза́че — село Білгород-Дністровського району Одеської області в Україні. Адміністративний центр Старокозацької сільської громади. Населення становить 5278 осіб.
У 2012 р. неподалік села було збудовано першу сонячну електростанцію мультимегаватного класу в Одеській області — «Старокозаче» потужністю 42,95 МВт.

## Географія
Розташоване на берегах річки Алкалії, за 6 км на схід від Дністровського лиману і за 34 км від райцентру. Проходить автошляхом Р72.

## Державний кордон

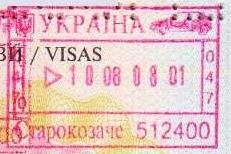
Штамп пункту пропуску «Старокозаче»

Неподалік від села розташований пункт пропуску через молдавсько-український кордон Старокозаче—Тудора.

## Історія
На території сучасного села знайдені рештки поселення Черняхівської культури.

### Заснування села
Село Старокозаче засновано у 1827 році усть-дунайськими козаками і задунайськими запорожцями — вихідцями з сіл Акмангит, Дракуля та Задунайської Січі. На прохання переселенців у вересні того ж року село було названо Старокозачим. Спочатку тут мешкало 7 козацьких родин і 25 бурлаків. Це була переважно сірома, яка осіла на незайнятих землях. Обстежуючи господарський стан поселенців, місцеві чиновники констатували, що майже всі вони "не мають ніякого господарського обзаведення і робочої худоби… перебувають завжди на заробітках."
Так, проти прізвищ 17-ти мешканців — Якова Гаркуші, Остапа Микитенка, Микити Загребельного, Івана Чумаченка та інших — було записано: «Жодного тягла не має», «Робочої худоби не має», «Бурлака піший».
Одночасно тут поселялися відставні солдати. Часто козаки й самі закликали до себе всіх кому остогиділо феодальне гноблення. У травні 1828 року аккерманський справник повідомляв, що хорунжий Дем'ян Чорнобай викликає поселенців в Старокозаче, внаслідок чого сюди сходяться державні селяни, солдати та козаки. «Земська поліція, — зазначав він далі, — не спроможна запобігти цьому рухові, оскільки поселенці відмовляються коритися наказам місцевої адміністрації».
У зв'язку з тим, що у селі було чимало козацької сіроми і сільської бідноти, воно стало одним з центрів антифеодального руху в повіті. Коли влітку 1828 року місцева адміністрація намагалася примусити селян виконувати державні повинності — будувати шляхи, копати криниці, давати коней і підводи на перевезення пошти, державних та військових вантажів, — вони запротестували. Задунайські запорожці Тарновський і С. Губа, як ініціатори виступу, були арештовані, закуті в кайдани і відправлені до Аккерманської в'язниці. Через кілька днів до поліції прийшла група селян з села, очолена Г. Рябуватим, О. В'яленою і Г. Лук'яновим. Вони вимагали звільнити своїх товаришів. Поліція і їх заарештувала.
Зі ще більшою силою розгорнулася боротьба селян проти поневолення. Після указу від 14 липня 1828 року, про утворення у Бессарабії Дунайського козацького війська до складу якого було зачислені і жителі села Старокозаче. Оскільки села стали одним з місць формування нового війська, сюди почали сходитися селяни з сусідніх сіл, сподіваючись після вступу до козацтва позбутися феодального ярма. У вересні 1828 року Бесарабський губернатор доповідав новоросійському генерал-губернатору про те, що в Старокозачому скупчилися десятки втікачів, які зовсім не визнають офіційно встановлених порядків і являють собою «цілковитих свавільників» стосовно місцевої влади.
Перехід Старокозачого зі стану державного села на положення козацької станиці сприяв швидкому зростанню населення. Якщо в 1828 р. тут налічувалося 85 козацьких господарств, то в 1855 р. їх було вже 378, а загальна кількість жителів разом з козаками, що несли військову службу становила 2249 чол. Ті, що входили до Дунайського козацького війська, звільнялися від державних повинностей і виходили з підвіддання місцевої земської адміністрації. Вони одержували право на 30-десятинний наділ (пай), але повинні були за це відбувати військову службу на певному власному утриманні. Управління станицею здійснювалося станичним правлінням, до якого входили отаман, три судді і писар. Підпорядковувалися вони військовому правлінню, яке містилося в Аккермані, а з 1857 р. в Байрамчі. Станичне правління вибиралося козацькою радою, але затверджувалося наказним отаманом війська. Однак вибори станичного отамана мали суто номінальний характер, оскільки практично його кандидатура заздалегідь підбиралася військовим правлінням із старшин.
За станицею числилося 10842 десятин надільної землі. Після видання трьом вищим військовим старшинам по 200 десятин землі та тринадцяти середнім по 100 десятин, а церкві −100 десятин на 877 козацьких паїв залишилося 8842 десятин. Тобто по 9,5 десятин на наділ замість 30, передбачених «Положенням про військо». До того ж більшість козаків не могла скористатися й цією землею. За даними 1855 року, 185 козацьких господарств зовсім не мали робочої худоби, 14 — мали лише по одній голові, 254 — по 2 голови, 4 голови робочої худоби, а 27 — мали від 6 до 20 голів. У зв'язку з цим значна кількість сімей змушена була віддавати свої наділи в оренду заможним козакам і старшині, навколишнім поміщикам і десятникам з міщан, купцям Аккермана, Ізмаїла та Кілії. Внаслідок цього в селі збільшувалась кількість бідноти. Так у 1855 р. 61 родина взагалі не мала ніякого майна, а 69 віднеслися до категорії «найбідніших». В 1836 р. налічувалося понад 220 хат.
У Старокозачому помітно виділялася і група заможних козаків. Вони володіли десятками голів великої рогатої худоби, отарами овець, млинами, широко використовували в своїх господарствах працю сіромах з селян-втікачів.
Важким тягарем лягла на плечі бідноти і військова повинність яку козаки мусили відбувати на своєму повному споряджені. Так у 1855 році з 1203 козаків станичників на військовій службі було 723 чол.
Жителі села Старокозаче мають славні бойові традиції, вони несли прикордонну службу на Дунаї і Чорноморському узбережжі в складі першого і другого Дунайських козацьких полків, брали участь у війні 1828—1829 роках на Кавказі. Під час Кримської війни 1853—1856 р. воювали в Добруджі, а в квітні 1854 р. боронили Одесу від нападу Англо-Французької ескадри і брали участь у знищені відомого Фрегата «Тигр». У серпні 1856 р. Дунайське військо перейменовано в Новоросійське, а в грудні 1868 р. остаточно ліквідовано. З цього часу козаки Старокозачого були переведені в стан державних селян і підпорядковані місцевій адміністрації. Замість станичного в селі створюється волосне управління.
У відкритій ще в 1839 р. станичній школі, згодом підпорядкованій земству, навчалися переважно діти старшин та заможних селян. У 1910 р. в селі була відкрита земська дільнича лікарня, обслуговувала вона понад 20 навколишніх сіл.
Під час Першої Світової війни становище селян погіршало. Значна частина чоловіків була відправлена на війну. Село перебувало в прифронтовій смузі Румунського фронту. Безперервні постої військ і реквізиції по краю розорювали селянські господарства.
У січні 1918 року почалася збройна інтервенція Румунії. Того ж року місцеві більшовики створили у Старокозачому червоногвардійський загін, який з селянами Іванівки і Татарбунар воював проти румунів.
Внаслідок проведеної в 1918 — 1924 роках аграрної реформи найкращі землі були повернуті заможним селянам і колоністам, в яких королівський Румунський уряд вбачав соціальну опору. На кінець 1920-х років по Старокозацькій волості було 817 безземельних господарств, а в 1940 році з 7908 господарств бідняцькі становили 50 відсотків, яким належало 20,4 % землі, середняцькі — 40,6 %, їм належало 47,7 % землі, 8,5 — заможних господарств володіли 31,9 % землі. На середину 30-х років урожайність пшениці становила — 9.6 ц з одного га, жита — 10 ц, кукурудза — 12,4 ц.
28 червня 1940 р. село захопила Червона армія. Створюються комітети бідноти, які згодом об'єдналися в земельні общини. Починається колективізація. Взимку 1940 р. земельні общини заснували перший колгосп «Червоний жовтень». На весну 1941 р. в артілі налічувалось 75 селянських господарств.
У червні 1941 р. будівництво нового життя було перервано нападом Німеччини. Більшість чоловіків села були призвані до Червоної армії, багато родин евакуювалося на схід країни.
29 липня 1941 р. Старокозаче взято німецько-румунськими військами. Колгоспи були зруйновані, земля була повернута попереднім землевласникам.
23 серпня 1944 р. Старокозаче було взято 83-ї окремої Новоросійською бригадою морської піхоти.

### Повоєнні роки
В перші тяжкі повоєнні роки, які до того ж були ще й неврожайними, сільська рада надала чималу допомогу демобілізованим бійцям та інвалідам війни, багатодітним та одиноким матерям . У січні 1947 року рішенням сільської ради було переведено на безплатне харчування 86 школярів — дітей інвалідів, і тих сімей, батьки у яких загинули на фронті, 360 дошкільнят, а також 930 селян. 156-ти бідняцьким господарствам надано продовольчу позику.
Спочатку в селі створюються бригади взаємодопомоги, які на початку 1947 року утворили 4-ри земельні громади. Одним з перших організаторів колективних господарств Л. А. Губа, Г. С. Антоненко, В. М. Вареник.
У квітнів 1948 року на засіданні сільської ради за бажанням трудящих було ухвалено рішення про відновлення колишніх колгоспів «Червоний жовтень» та імені 28 червня, а протягом кількох місяців організовано ще два колгоспи.
В листопаді 1948 року колективізацію в селі завершено. Новоутворені артілі спочатку були слабими в економічному і організаційному відношенні. Так їх доходи на 1 січня 1948 року становили 200 тис. крб. З метою економічного зміцнення господарства в 1954 році чотири колгоспи села об'єдналися в одну велику артіль, яка в 1959 році була названа ім. 21-го з'їзду КПРС. Новий колгосп, за яким закріплено 7.2 га орної землі, в тому числі 700 га під виноградниками і садами за короткий час виріс в багатогалузеве господарство. Заслужену повагу серед колгоспників здобули механізатори М. Поляков, А. Кольцов, Ф. Богачов, працівники ферми М. Ф, Ластовецька, Г. Г. Антоненко. У зв'язку з підвищенням цін на с/господарську продукцію колгосп вже в 1965 році одержав тільки за продаж понад план пшениці 36360 крб., яловичини — 31165 крб., свинини — 115787 крб.
Додатковий прибуток дав можливість побудувати культурно — побутові заклади й тваринницькі ферми, більше закуповувати різноманітної техніки й машин, мінеральних добрив тощо. Трудівники колгоспу стали вирощувати високі врожаї. Якщо в 1961 році врожай озимої пшениці становив 20.7 ц. з гектара, то в 1965 році — 25.8 ц., з га. Кукурудзи збільшився з 39 до 52 ц. з кожного гектара. Колгосп став великим механізованим господарством, в якому налічувалося 56 тракторів, 26 комбайнів, а також багато іншої с/господарської техніки . Успішному розвитку господарства сприяла самовіданна праця таких колгоспників як: Е. О. Кочубинський, Л. Г. Лозовський, Я. О. Курілов, Р. К. Рибальченко.
В грудні 1987 року колгосп ім. 21-го з'їзду КПРС був розділений на 2 колгоспи. Колгосп ім. 12-го з'їзду з центром в селі Старокозаче і колгосп «Родіна» з центром в селі Удобне.
В грудні 1991 року колгосп ім. 21-го з'їзду КПРС перейменували в Колективне Сільськогосподарське Підприємство «Вільне козацтво». Його очолив керівник О. М. Запша.
Під його керівництвом підприємство досягло вагомих успіхів у вирощуванні зернобобових культур, в тваринництві і за результатами господарчої діяльності вийшло на перше місце в Білгород-Дністровському районі і одне з найкращих місць в Одеській області.
В 2000 р. сільськогосподарський кооператив «Вільне козацтво» очолив В. С. Коваленко.

### Нова сторінка в історії села Старокозаче
У селі Старокозаче діє КП «Старокозацькій винзавод», заснований в 1946 р. Підприємство має чотири виробничі дільниці, загальною площею 10,2 га з центральну дільницю в селі Старокозаче. Всі дільниці перероблюють виноград, який закупляється в КСХП Білгород-Дністровського, Саратського, Арцизького районів Одеської області. Виробничі потужності підприємства по лініях переробки винограду становлять 26,5 т, а по місткостях одночасного зберігання виноматеріалів — 824.3 тис. дал. Підприємство має 200 шт. емальованих місткостей загальним об'ємом 300.8 тис. дал.
За роки радянської влади в селі побудовано хлібзавод, Старокозацькій міжколгоспбуд (в наш час[коли?] Старокозацькій райсількомунгосп.), Промкомбінат (фабрика «Радуга»), завод продовольчих товарів (МП «Мрія»), Старокозацька сільгосптехніка, з 1947 р. в селі працює сирний цех, який щорічно виготовляє «Карпатський» та інші сорти сиру. В селі діє школа в якій навчається молоде покоління старокозачан. Директор школи — М. Ф. Кочубинська внесла вагомий внесок в розвиток цього навчального закладу.
З 1963 р. в селі відкрито професійно-технічну школу, яка в наш час[коли?] перейменована в професійно-технічне училище ПТУ-37. Училище готує кадри механізаторів та водіїв для сільського господарства. В училищі побудовані нові навчальні корпуси, а також функціонує машинно-тракторний парк.
З введенням в дію 1983 р. Старокозацької птахофабрики, директором якої був І. В. Забруцький, в центрі села Старокозаче виросло нове житлове селище з котельною, тротуарами, ігровими майданчиками, дорогами з твердим покриттям, водопроводом та каналізацією. В семи, чотирьох поверхових будинках поселилося 250 сімей. В 1984 році на кошти птахофабрики побудовано дитячий садок на 280 місць, побудовано меморіал «Слави» загиблим воїнам в Великій Вітчизняній Війні, посаджено декоративний парк в центрі села.

### Розвиток села за роки незалежності України
Починаючи з 1992 року в селі Старокозаче розпочався фермерський розвиток господарств. Було створено 25 господарств яким було виділено 200 га орної землі для ведення особистого господарства. Значних успіхів досягли фермери: Вареник М. Г., Пухкан С. Г., Александров В., Бурдюжа А. П. Ними були закладені виноградники та сади.
З обранням сільським головою Бондарчука О. В. в 1998 році почався розвиток малого підприємництва. Було побудовано 2 млина по виробництву пшеничного борошна високої якості, 5 олійниць, по переробці соняшникового насіння, діють 2 пекарні з випікання хліба, 3 підприємства по переробці зерна ячменю, кукурудзи для потреб населення. Відкрито 5 торговельних магазинів оснащених за європейськими стандартами з широким асортиментом товарів.
В Старокозаче діє номерна лікарня. Яка лікує пацієнтів з навколишніх сіл. В лікарні працюють висококваліфіковані лікарі, лікувальні корпуси оснащені діагностичною апаратурою та іншим медичним обладнанням.
В селі є Будинок культури на 220 місць та бібліотека. Створено футбольну та гандбольну команди, які на районних змаганнях займають одні з перших місць.
1992 року капітально відремонтовано та реставровано Свято-Покровський храм, який було побудовано в 1937 році. Багато зусиль з відновлення церкви доклав настоятель храму отець Антоній.
В даний час село Старокозаче є одним із економічно розвинутих сіл Білгород-Дністровського району.

## Населення
Згідно з переписом 1989 року населення села становило 5728 осіб, з яких 2735 чоловіків та 2993 жінки.
За переписом населення 2001 року в селі мешкало 5305 осіб.

### Мова
Розподіл населення за рідною мовою за даними перепису 2001 року:
| Мова       | Відсоток |
| ---------- | -------- |
| українська | 88,95 %  |
| російська  | 6,42 %   |
| молдовська | 3,24 %   |
| циганська  | 0,97 %   |
| болгарська | 0,27 %   |
| білоруська | 0,09 %   |
| гагаузька  | 0,02 %   |

## Відомі мешканці

### Народились
- Албул Валерій Вікторович (1955—2018) — український скульптор-фарфорист, кераміст
- Журавель Василь Євгенович — комбайнер колгоспу, Герой Соціалістичної Праці. Депутат Верховної Ради УРСР 11-го скликання.
- Мотузка Олександр Миколайович (1944—2020) — кандидат географічних наук, доцент кафедри регіональної геології факультету географії і геоінформатики БДУ,
- Химочка Василь Іванович — український художник, член Національної спілки художників України.
- Химочка Степан Іванович — український та російський художник, член Спілки художників Росії.
- Яременко Сергій Іванович — композитор, скрипаль і диригент.